# قلعه حسین علی
قلعه حسین علی، روستایی از توابع بخش راین شهرستان کرمان در استان کرمان ایران است.

## جمعیت
این روستا در دهستان حسین‌آباد گروه قرار دارد و براساس سرشماری مرکز آمار ایران در سال ۱۳۸۵، جمعیت آن ۱۶ نفر (۴خانوار) بوده‌است.